# Alpine

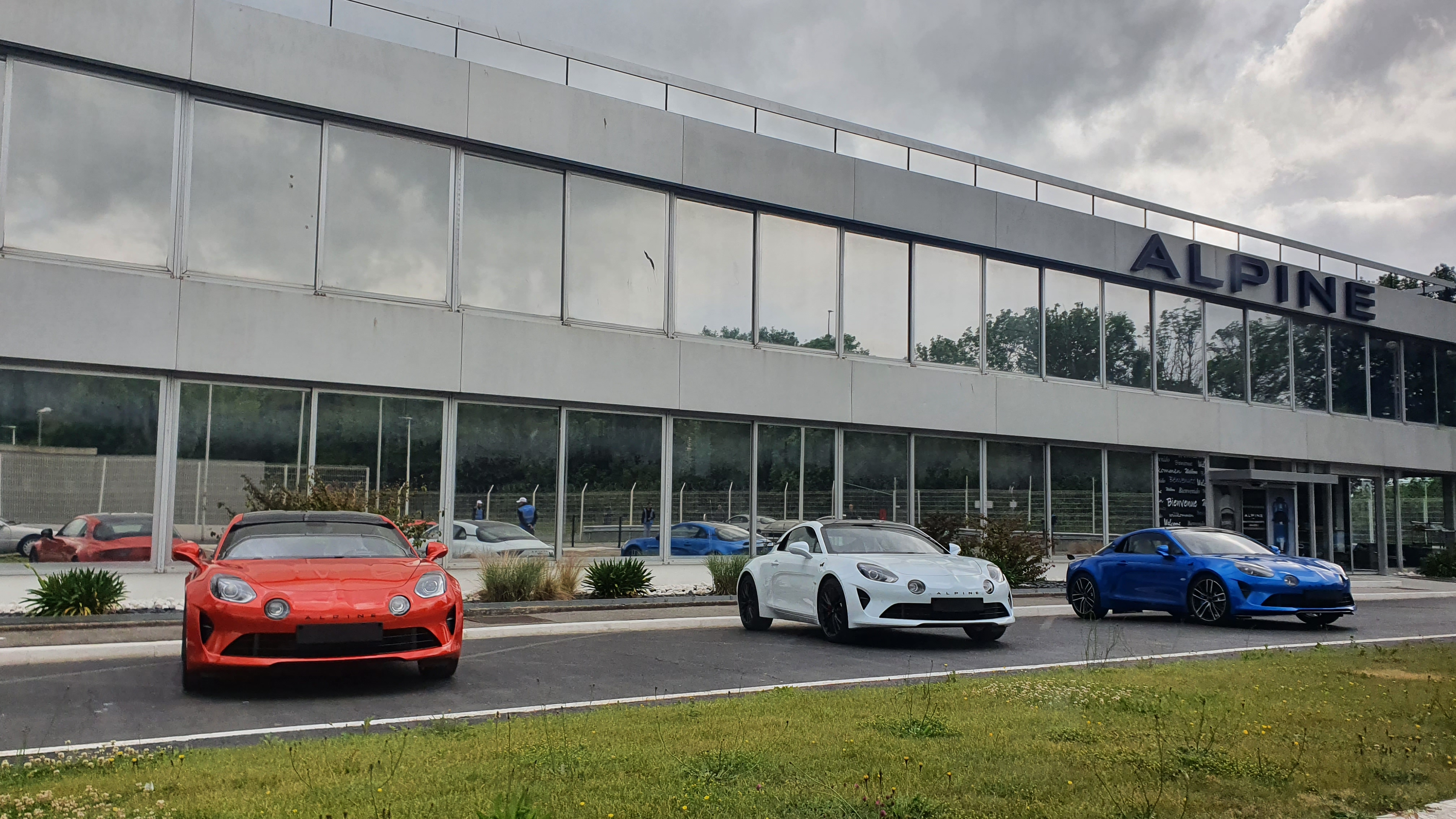

Alpine är ett franskt sportbilsmärke. 1973 gick Renault in som ägare, och Alpine försvann kort därefter som eget bilmärke och blev i stället ett modellnamn för sportbilar från Renault (och kallades således Renault Alpine).
Alpine grundades av Jean Rédélé i Dieppe 1955 som tillverkare av sportbilar i små serier. 1973 övertog Renault aktiemajoriteten i företaget. Vid samma tid blev Alpine känt för sina stora framgångar i rally med modellen Alpine A110. Alpine vann bland annat Monte Carlo-rallyt med Ove Andersson bakom ratten 1971. 
Den sista Alpine-modellen, Alpine A610, tillverkades 1995 och därefter försvann Alpine som märke. Fabriken i Dieppe används fortfarande av Renault och här har Renault Sport Spider tillverkats.
2017 är det dags för en återupplivning av Alpine som eget märke och första modell ut blir en bil med den klassiska beteckningen A110.
Från och med 2021 kommer det Renault-ägda Formel 1-stallet Renault F1 bli Alpine F1.

## Modeller

### Aktuella modeller
- Alpine A110 (2017–)
- Alpine A290 (2024–)
- Alpine A390 (2025-)

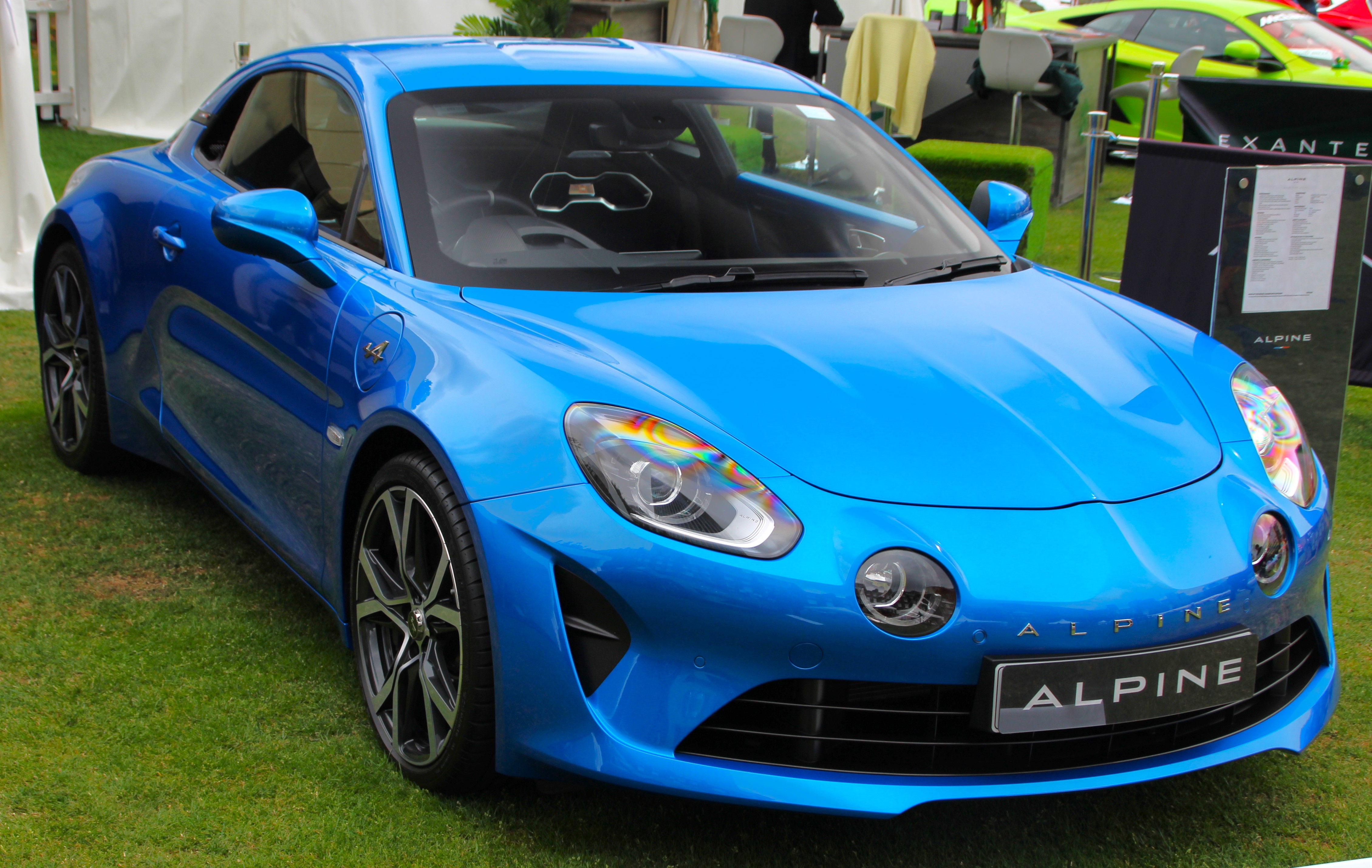
Alpine A110
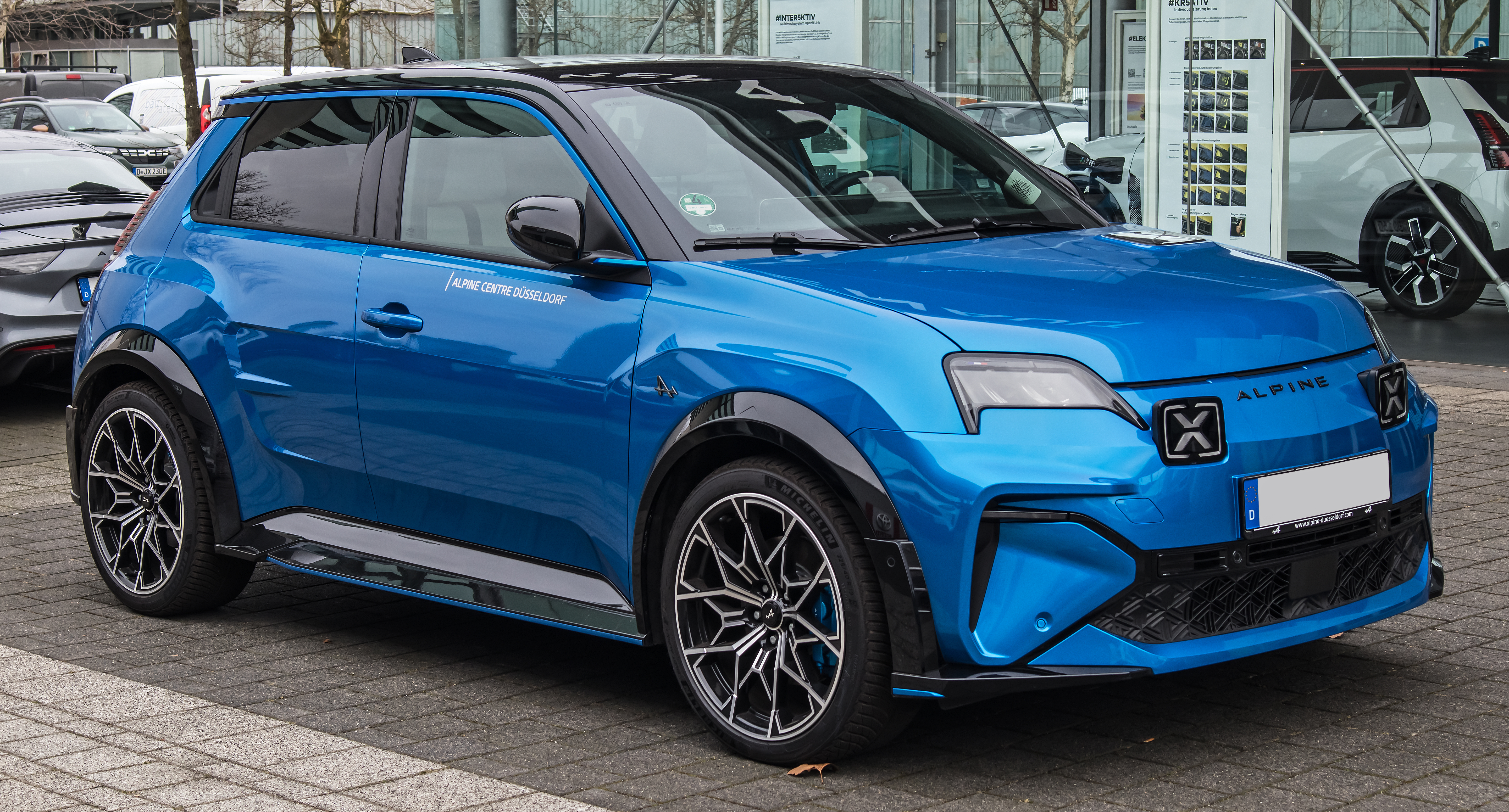
Alpine A290

### Historiska Modeller
- Alpine A106 (1955–1961)
- Alpine A108 (1958–1965)
- Alpine A110 (1962–1977)
- Alpine GT4 (1963–1969)
- Alpine A310 (1971–1984)
- Alpine GTA  (1984–1991)
- Alpine A610 (1991–1995)

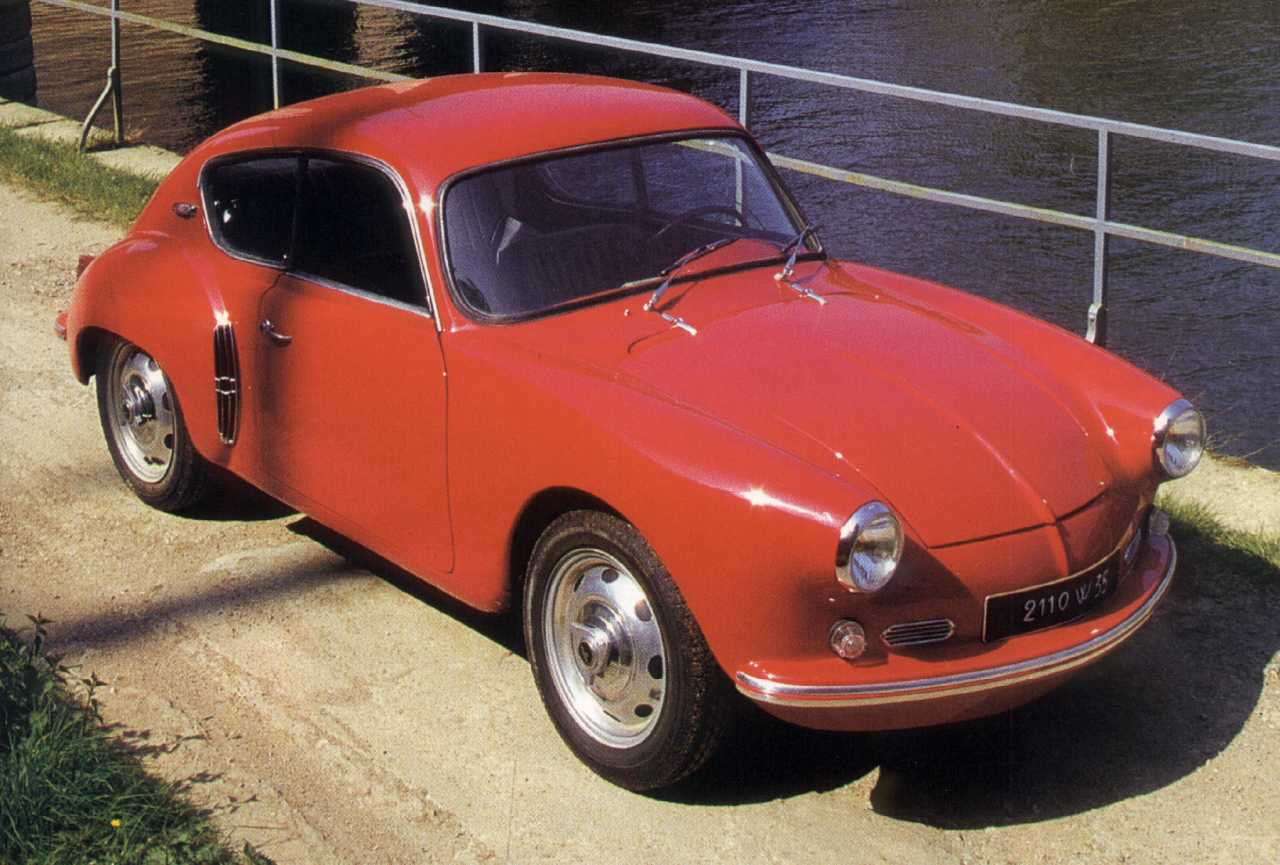
Alpine A106
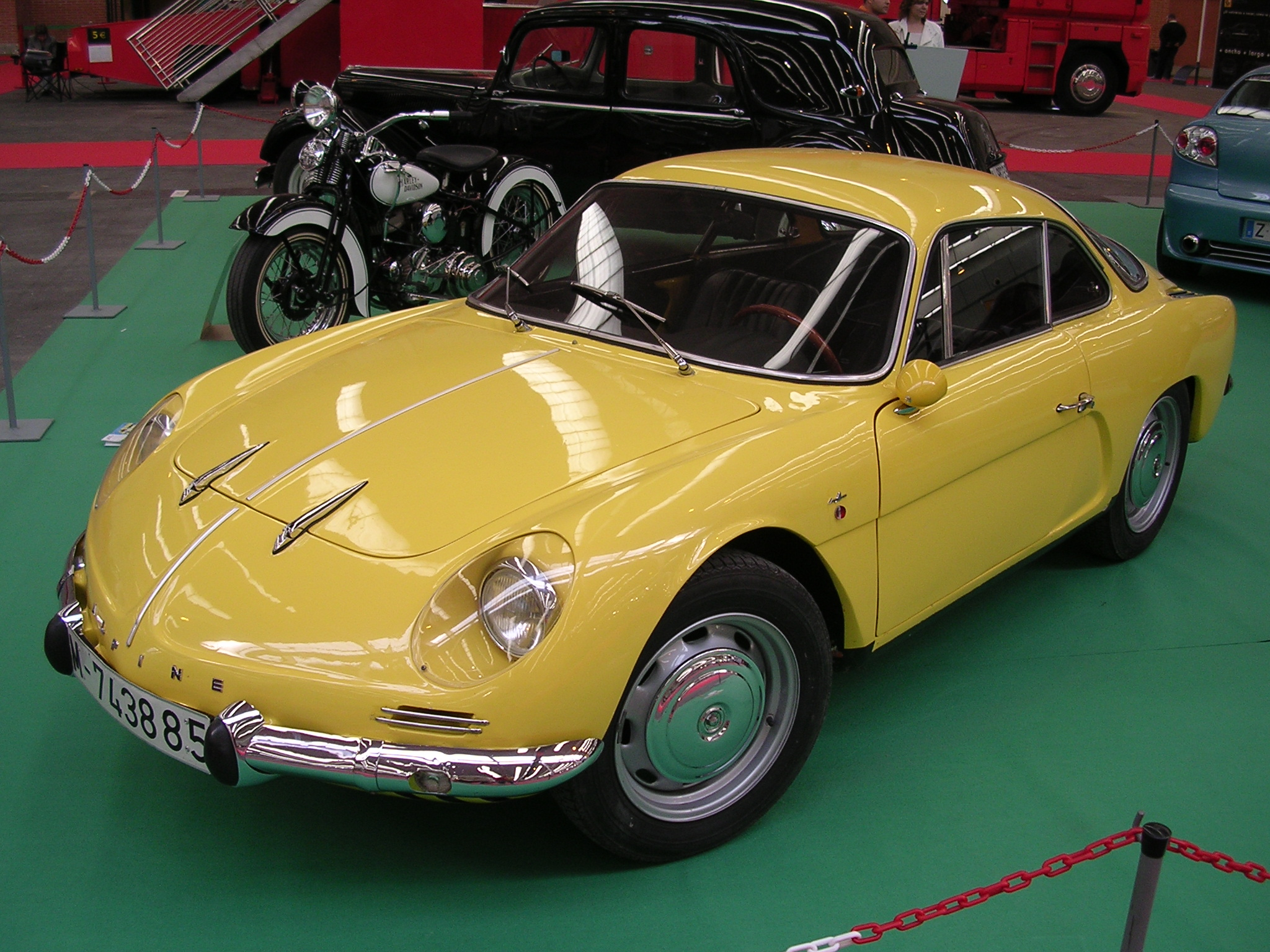
Alpine A108
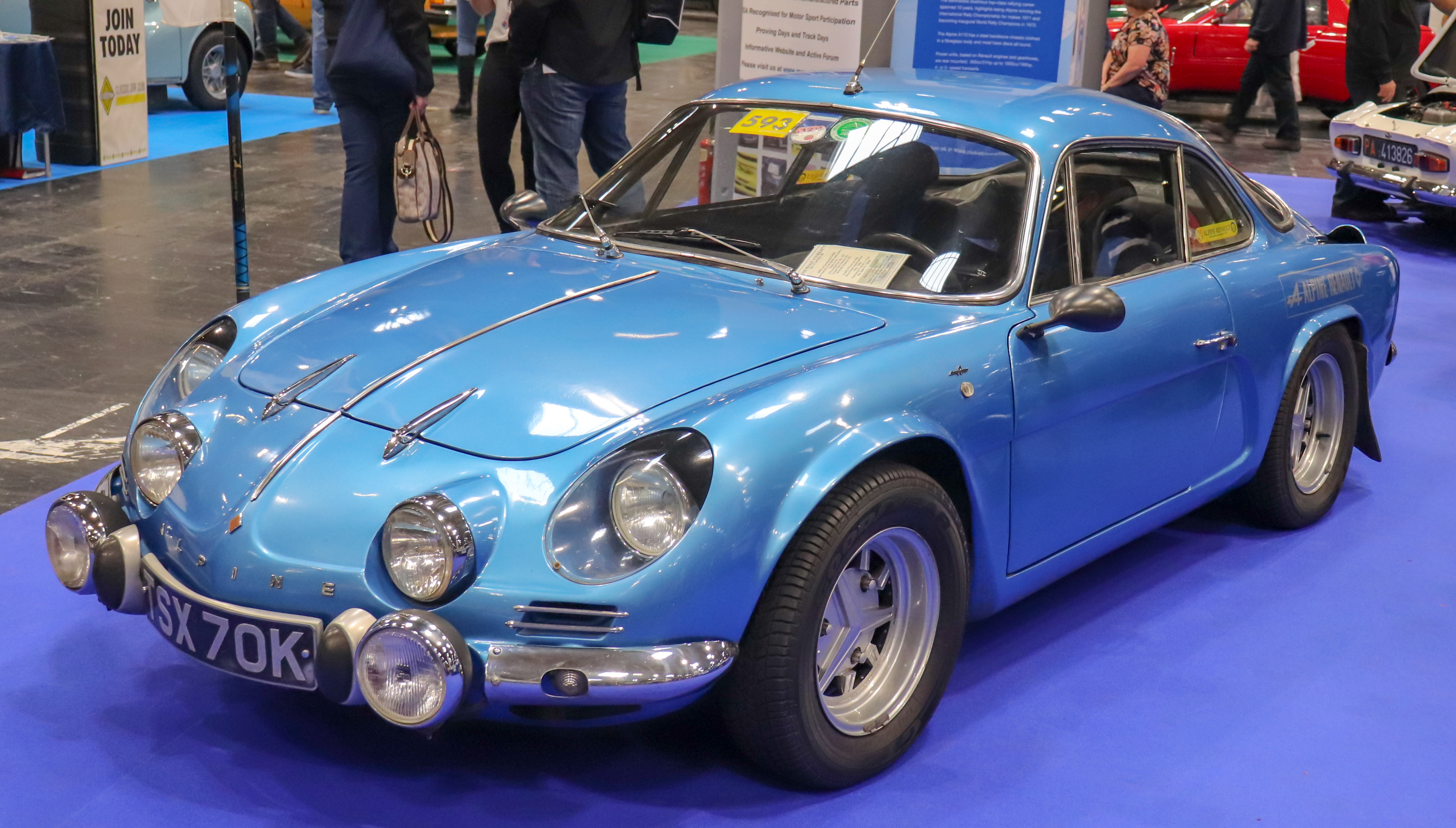
Alpine A110
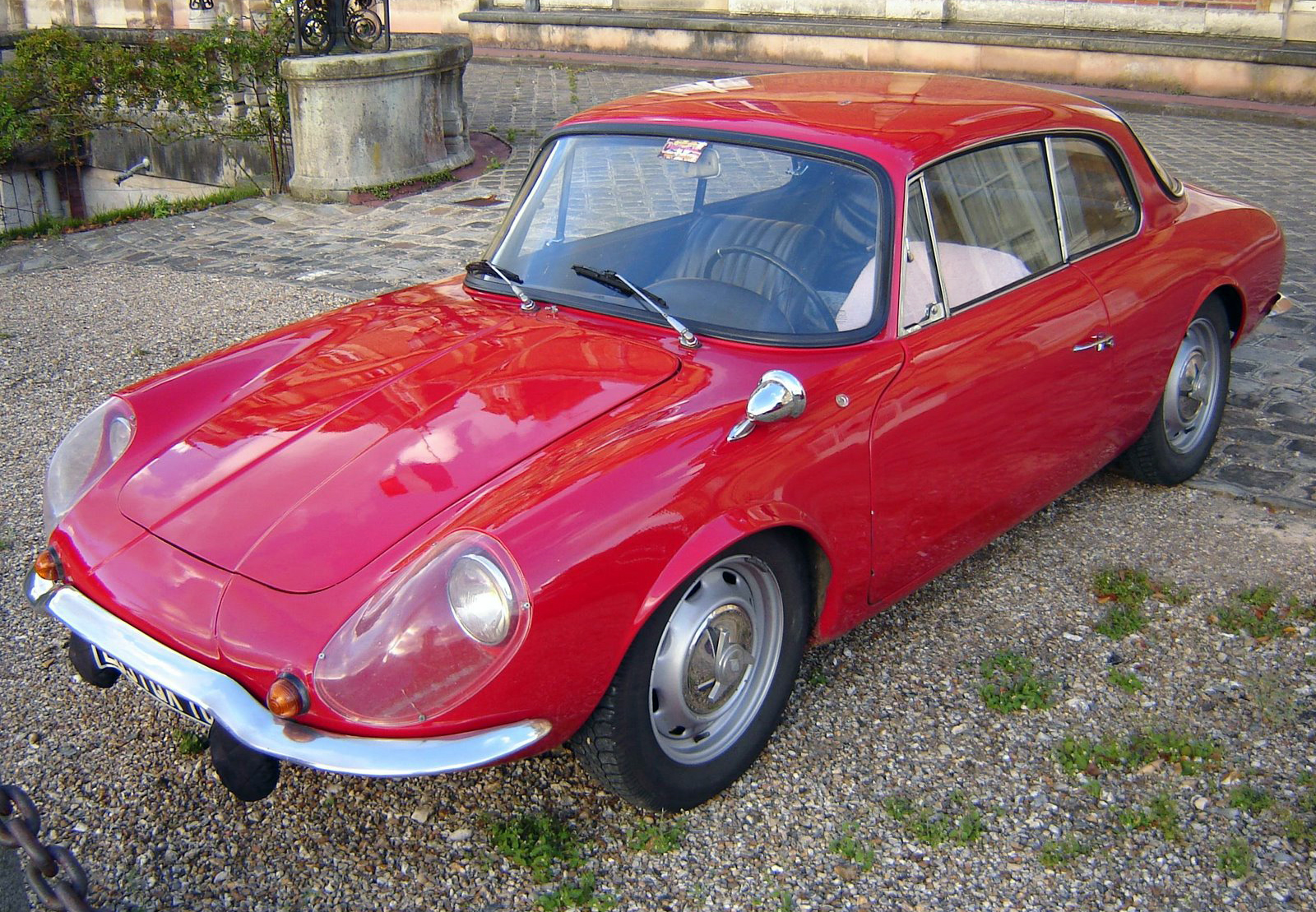
Alpine GT4
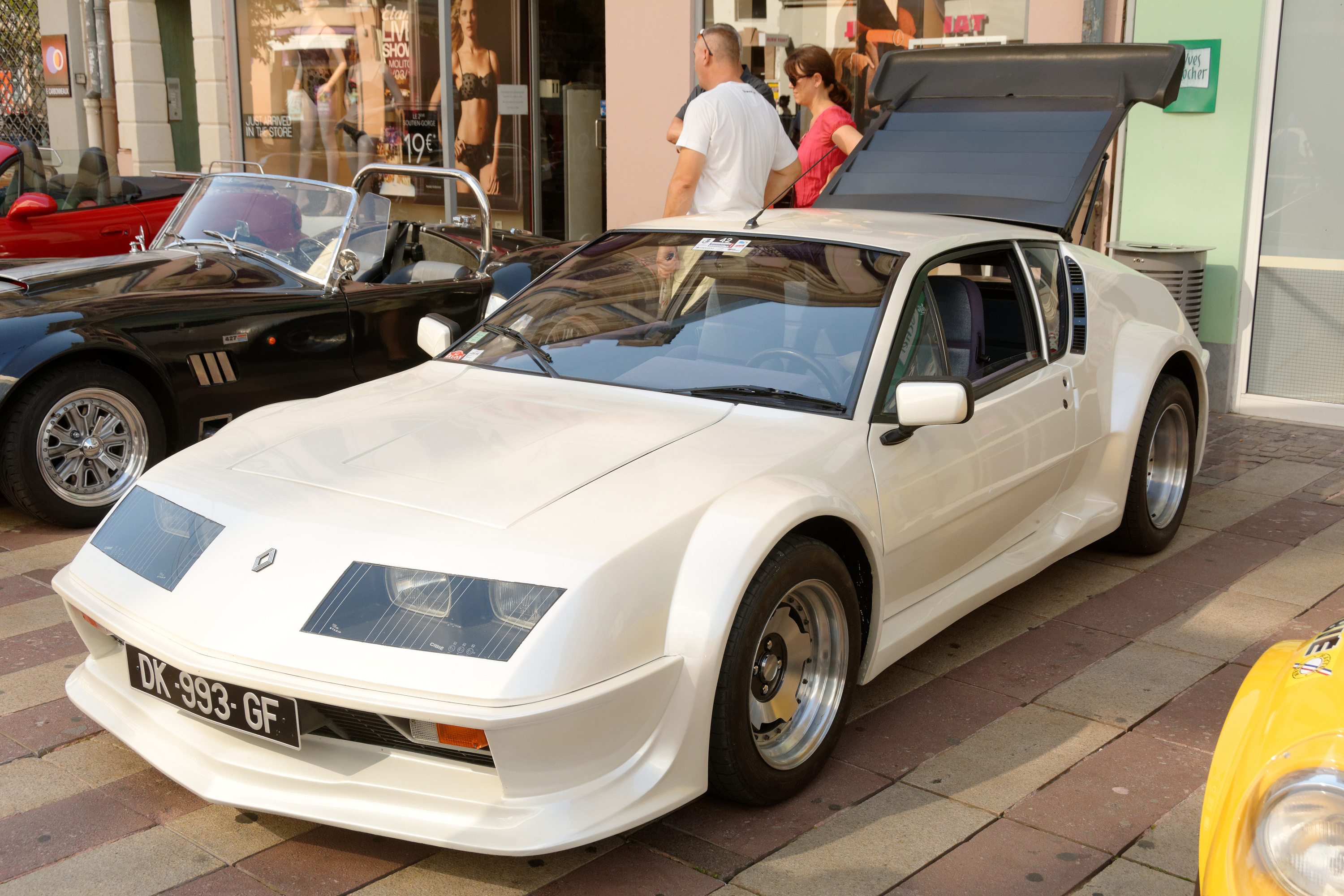
Alpine A310
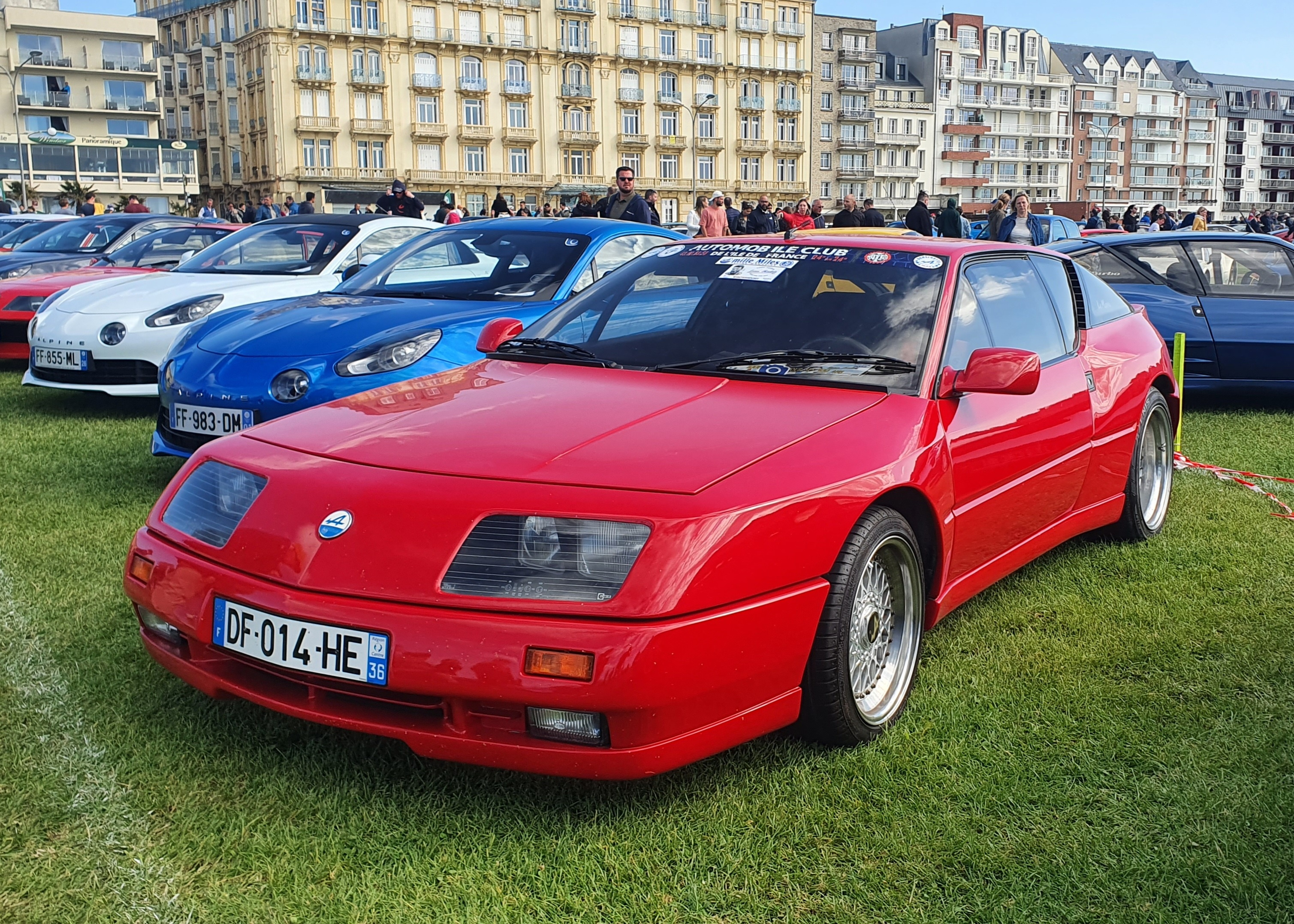
Alpine GTA
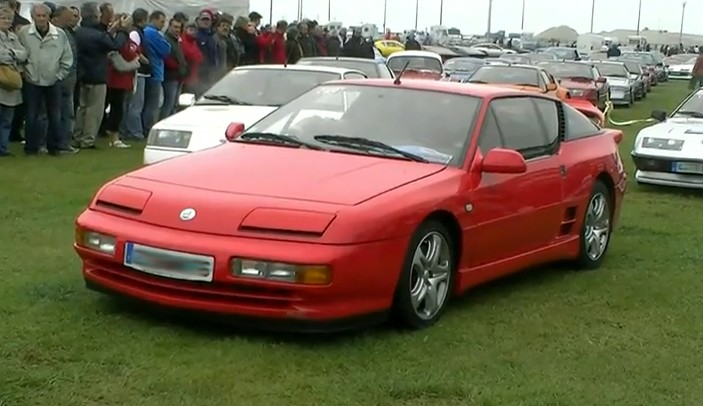
Alpine A610

### Konceptbilar
- Renault Alpine A110-50 (2012)
- Alpine Vision Gran Turismo (2015)
- Alpine Vision (2016)
- Alpine Alpenglow (2022)
- Alpine A290_β (2023)
- Alpine A390_β (2024)

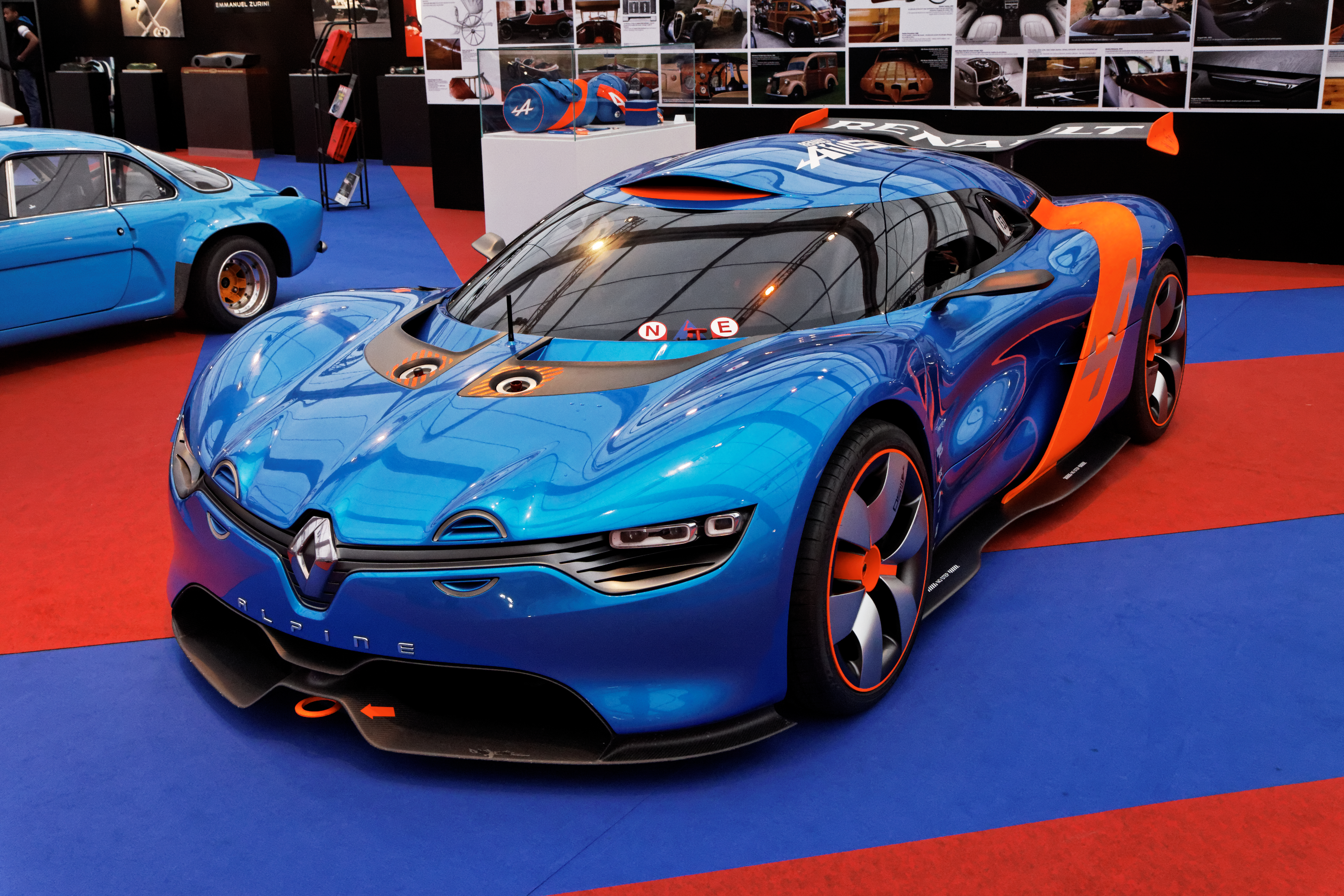
Renault Alpine A110-50
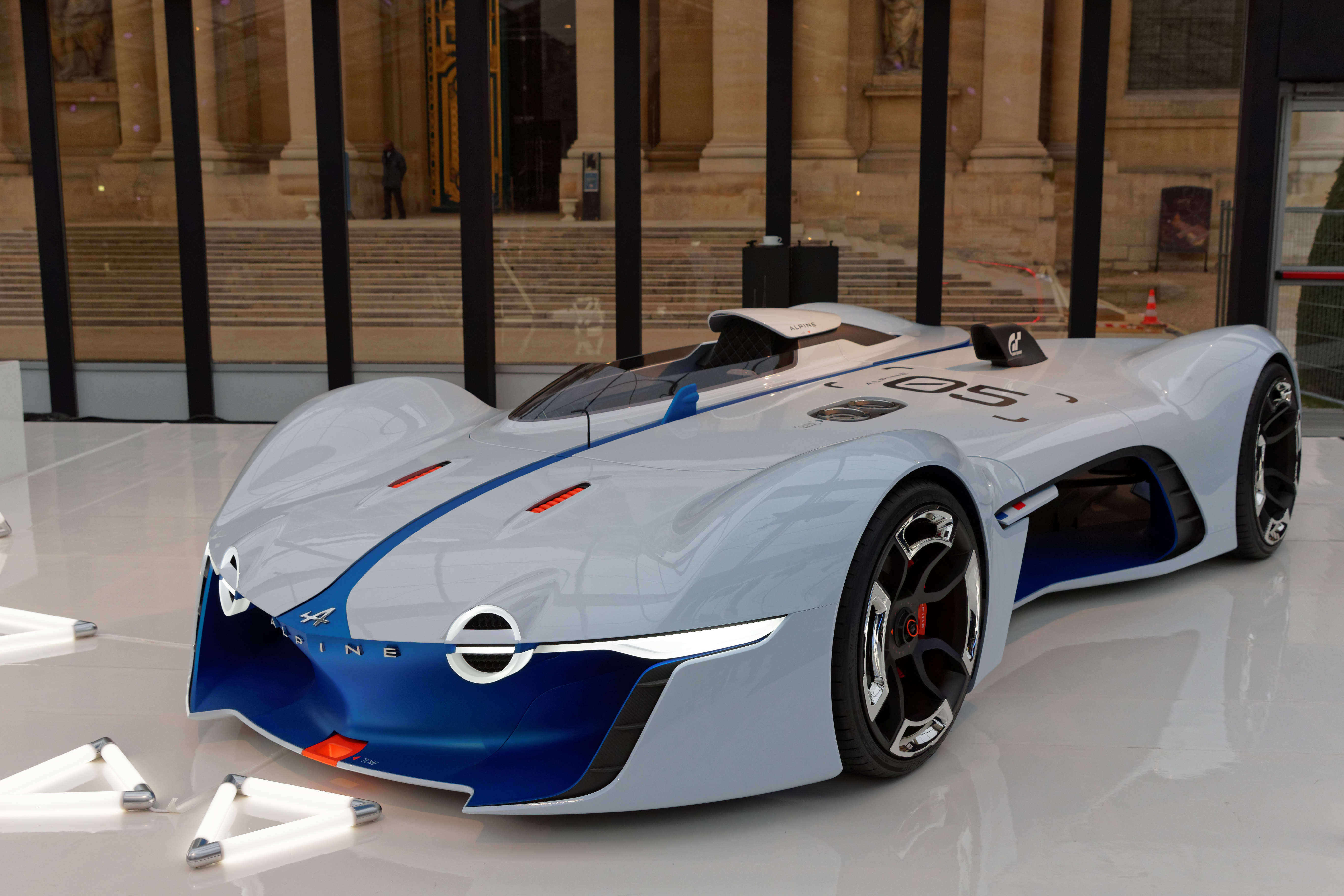
Alpine Vision Gran Turismo
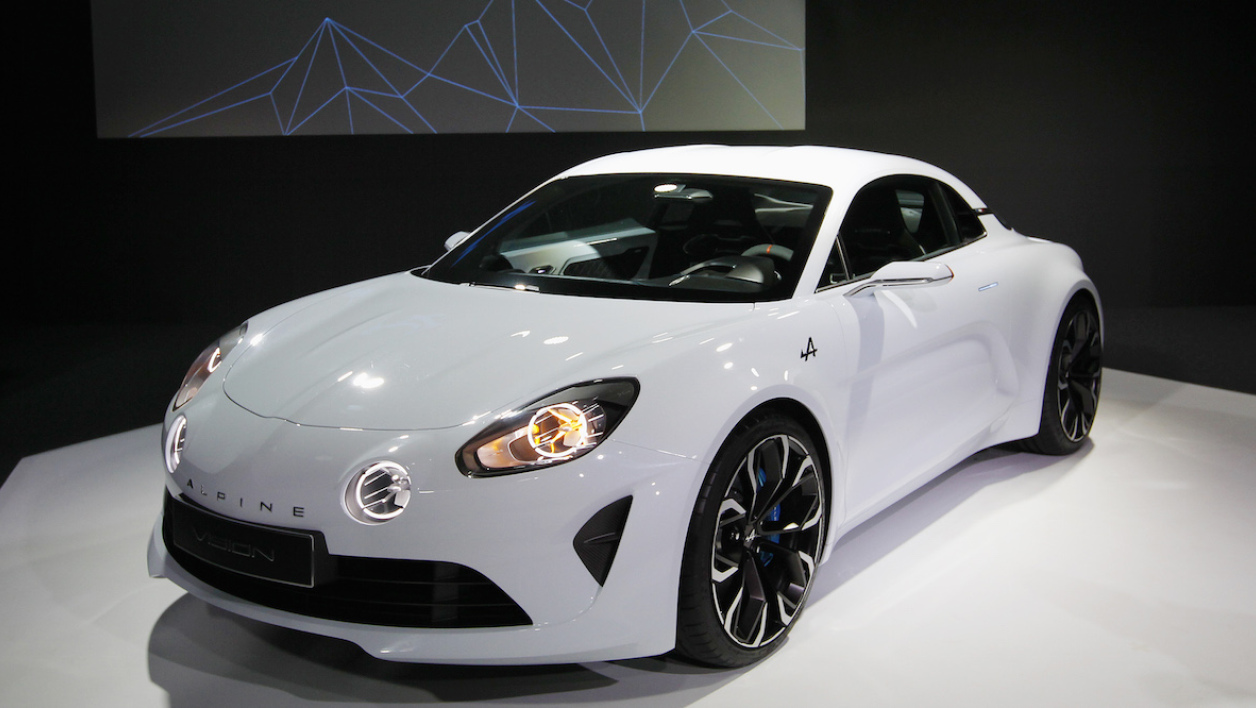
Alpine Vision
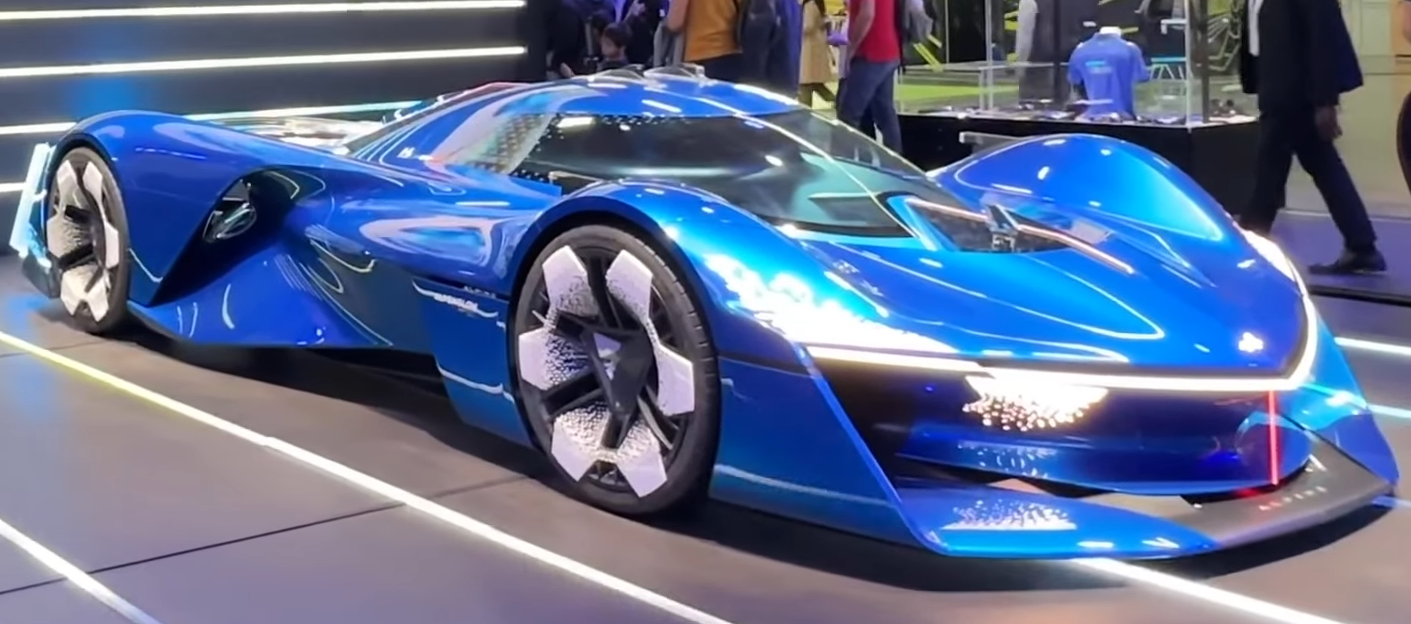
Alpine Alpenglow
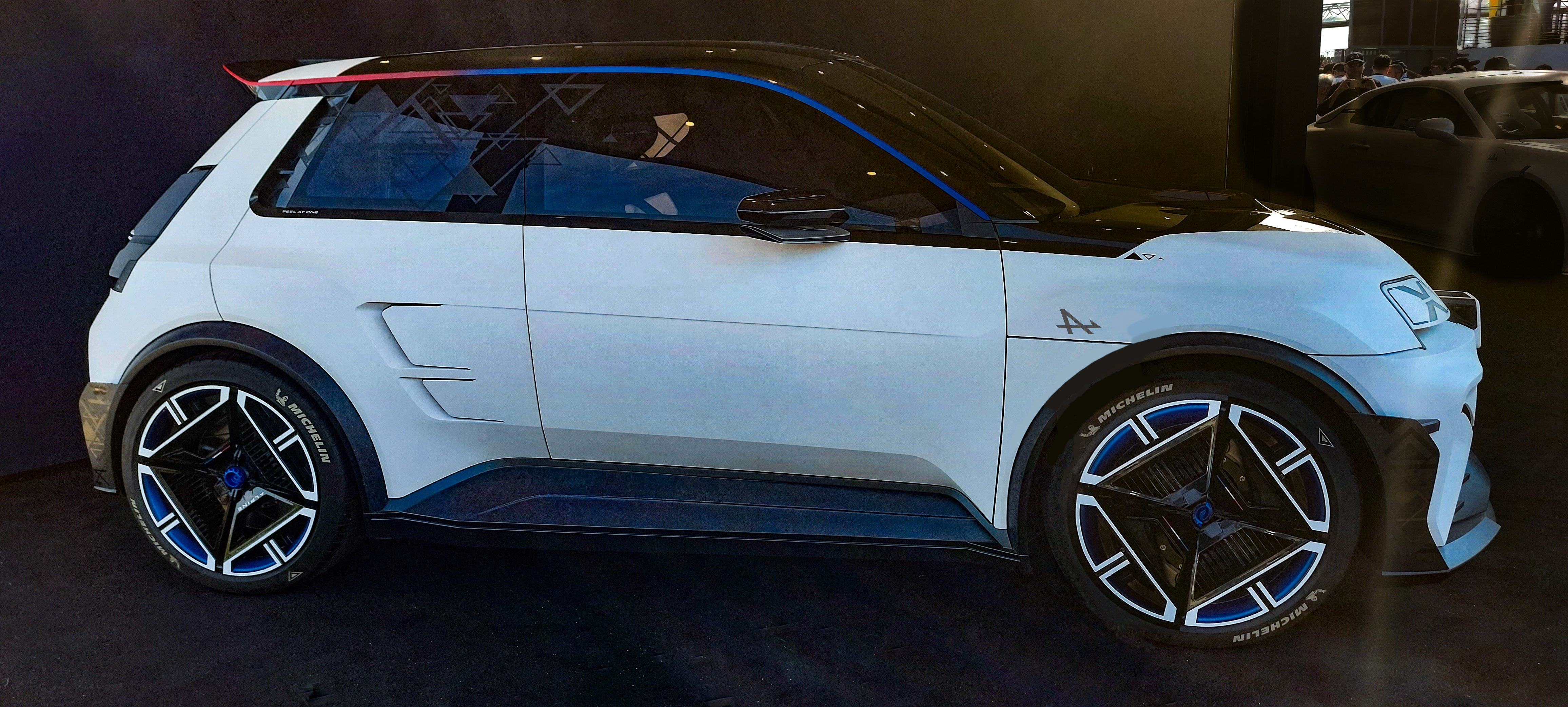
Alpine A290_β
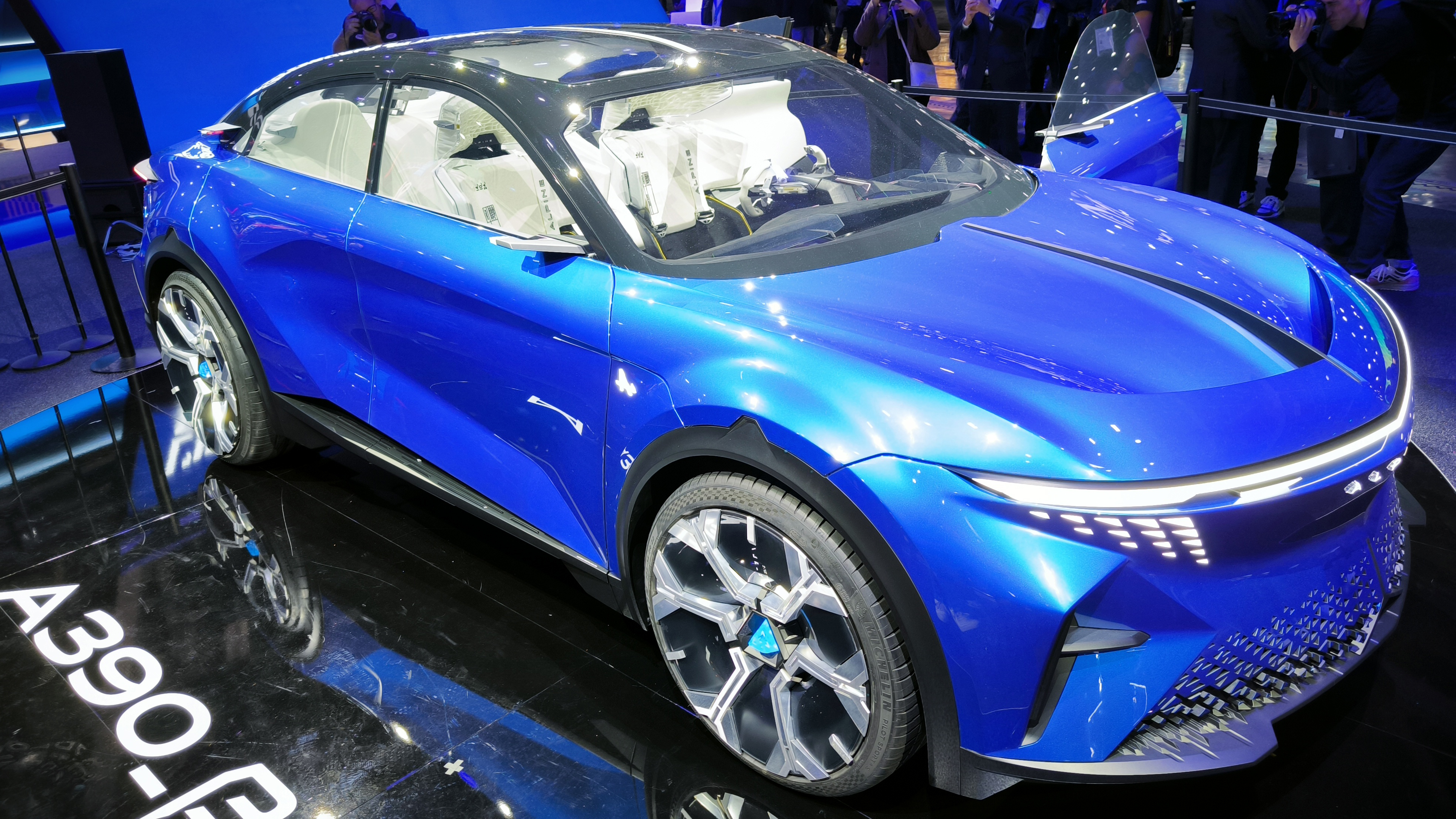
Alpine A390_β

## Priser och utmärkelser

### Årets bil i Europa
- 2025 – Alpine A290[4]